# ウグリチ
座標: 北緯57度32分 東経38度19分 / 北緯57.533度 東経38.317度

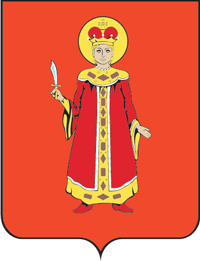
ウグリチの町の紋章。手に刃物を持ったドミトリー・イヴァノヴィチ（イヴァン雷帝の子）をあしらっている

ウグリチ（ウーグリチ、У́глич, Uglich）はロシアのヤロスラヴリ州にある古都。人口は3万2719人（2021年）。南西から北東へ向けて流れているヴォルガ川の東岸に位置する。州都ヤロスラヴリからは北西へ100km、首都モスクワからは北へ200km。

## 歴史

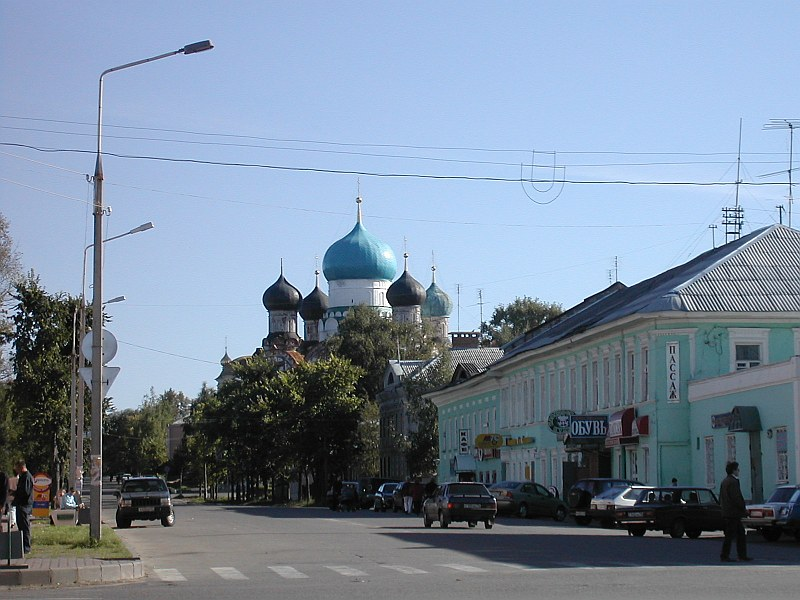
ウグリチの神現女子修道院（ボゴヤフレンスキー女子修道院）

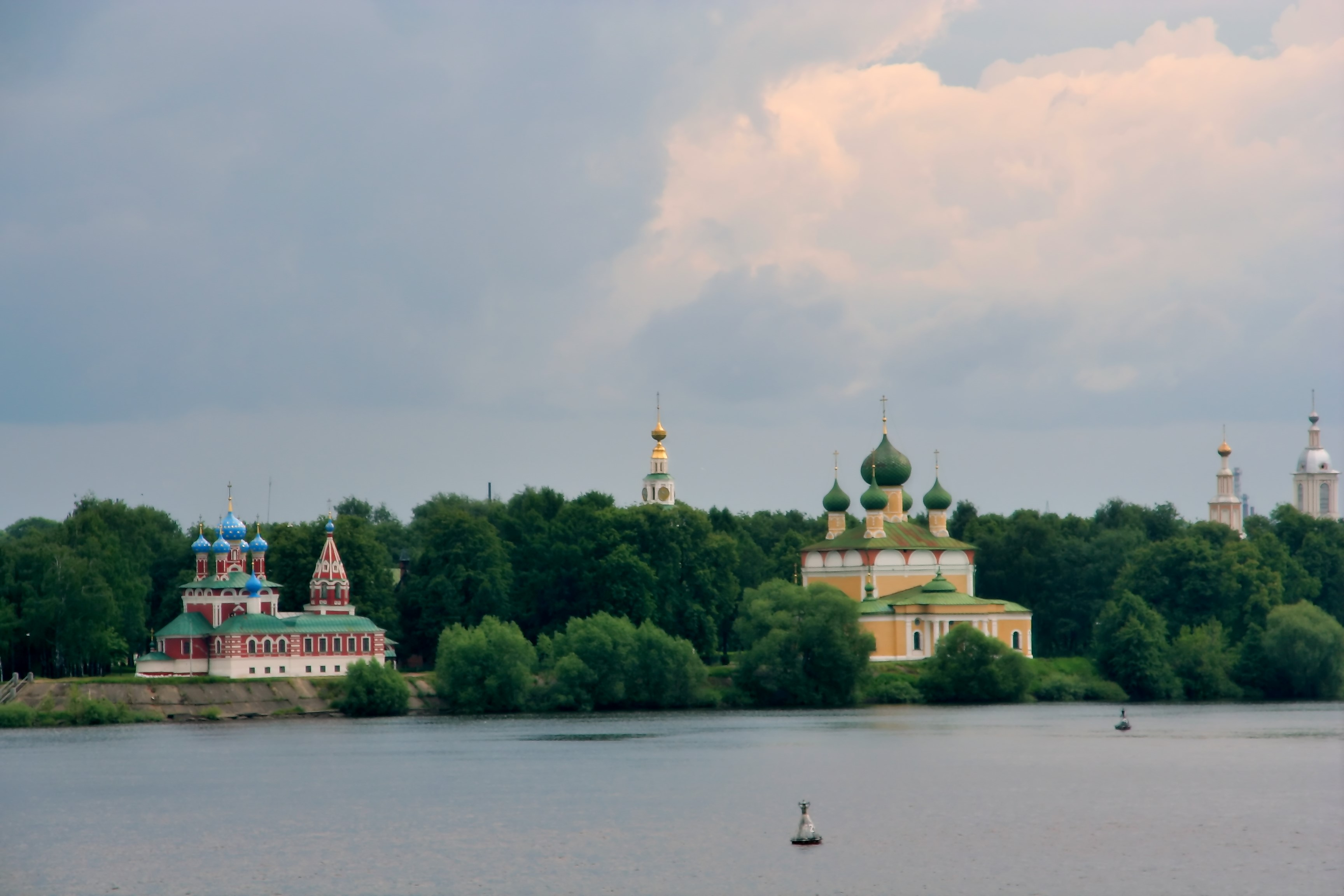
ヴォルガ川から見るウグリチ。左の赤と青の建物は皇太子ドミトリーを記念した聖堂

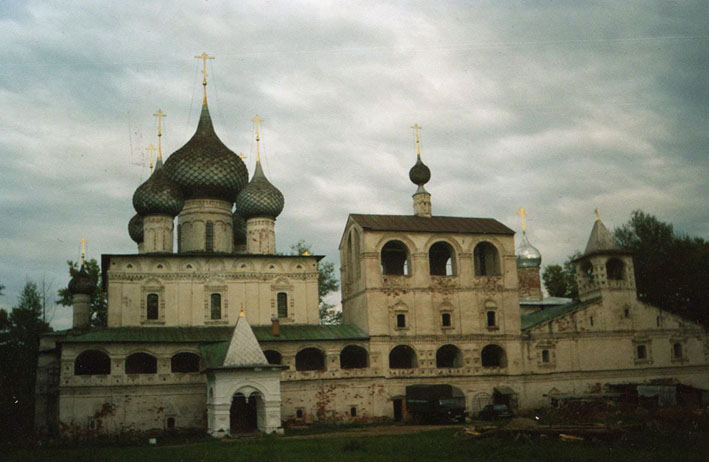
主の復活修道院

地元の言い伝えでは町の創建は937年のことであるが、文献にその名が初出するのは1148年のことで、「ウグリチェ・ポーレ」（角の野原）の名で記されている。地名の由来は、ヴォルガ川が大きく湾曲する角にあるからと考えられる。
1218年から1328年まではウグリチは小さな公国（ウグリチ公国）の首都だったが、1328年にウグリチ公は所領などをモスクワ大公に売り払った。モスクワ大公国の北の境界の町だったウグリチはリトアニア、タタール、トヴェリ大公国などの軍にたびたび襲われ焼かれている。
ルーシの諸公国を併合しリトアニアやタタールを破ったモスクワ大公イヴァン3世は、1462年にウグリチを弟のアンドレイ・ボリショイに与えた。アンドレイ公の統治下でウグリチは大きくなり、はじめて石造りの建物が建設された。その中でも名高いのは大聖堂（1713年に再建）、生神女庇護（ポクロフスキー）修道院（ソ連時代に解体）、赤レンガの公の宮殿（1481年に完成し現存）などがある。
イヴァン4世（イヴァン雷帝）はウグリチをただ一人の弟であるユーリー（1532年 - 1563年）に与えた。イヴァン雷帝によるカザン・ハン国征服の際、ウグリチの市民はカザンの町を攻めるために木造の要塞の部材を作り、ばらばらの部材をヴォルガ川の下流にあるカザンへ輸送した。16世紀にはウグリチは政治的にも経済的にも重要な町として繁栄したが、これを絶頂として町の命運は下り坂へ向かう。
イヴァン4世の死後、1584年に一番幼い息子のドミトリー・イヴァノヴィチはウグリチへ流刑された。しかし1591年5月15日、8歳6ヶ月になっていたドミトリーはウグリチ公の宮殿の中庭でのどを切られて死んでいるのが見つかった。ドミトリーは当時のツァーリ・フョードル1世の25歳年下の異母弟でツァーリ後継者の最有力候補であった。シュイスキーによる公式の調査ではその死因は事故死と断定された。しかし、フョードル1世の摂政ボリス・ゴドゥノフがツァーリ位を狙って殺したのではという噂が広がった。なお、ドミトリーの死の知らせを告げた大聖堂の鐘は、鐘の音で暴動が起きたことから、「舌（鳴らすところ）」と「耳（釣るところ）」を切って12回のむち打ち刑を行った後にシベリアへ「流罪」となった。
ドミトリーはリューリク朝の唯一の後継者であったため、その死と王家断絶はロシアの宮廷や内政に大混乱をもたらした。この「大動乱」の時代、人々はドミトリーが生きていると信じ、突如出現したドミトリーを自称する者たち（偽ドミトリー1世、偽ドミトリー2世、偽ドミトリー3世、偽ドミトリー4世）を支援し大公の座に就かせようとした。大動乱に介入したポーランド軍は、ウグリチのアレクセイエフスキー修道院とウレイマ修道院を制圧し、中に逃れていた人々を殺戮し火を放った。
大動乱の後期に成立したロマノフ朝のツァーリはまず非業の死を遂げた皇太子ドミトリーを聖徒の列に加え、ウグリチを巡礼の地とした。ドミトリーが死んだ場所には、1690年、市が小さな「血の上の聖デミトリオス聖堂」を建てた。赤いレンガの壁に青いドームの教会は、ヴォルガ川を北へ下る船から今もよく見える。皇太子の住んでいた宮殿は博物館となり、手にナイフを持った皇太子の像は市の紋章にもあしらわれている。
18世紀前半、町のクレムリにあった聖堂と鐘楼は取り壊され建て直された。18世紀にはスモレンスカヤ聖堂、コルスンスカヤ聖堂、カザンスカヤ聖堂、ボゴヤフレンスカヤ聖堂などが建設されている。19世紀に建てられた建築では、1853年に奉献された主の洗礼女子修道院の重厚な聖堂が重要なものである。
ソ連時代にはウグリチの宝石加工工場として始まり宝飾時計会社となったチャイカの工場が有名であったが、現在ではウグリチ工場は閉鎖されている。またスターリンの時期には、ヴォルガ川のウグリチのすぐ上流にダムを築いてウグリチ水力発電所が建設され、ウグリチの郊外は水没した。

## 見所

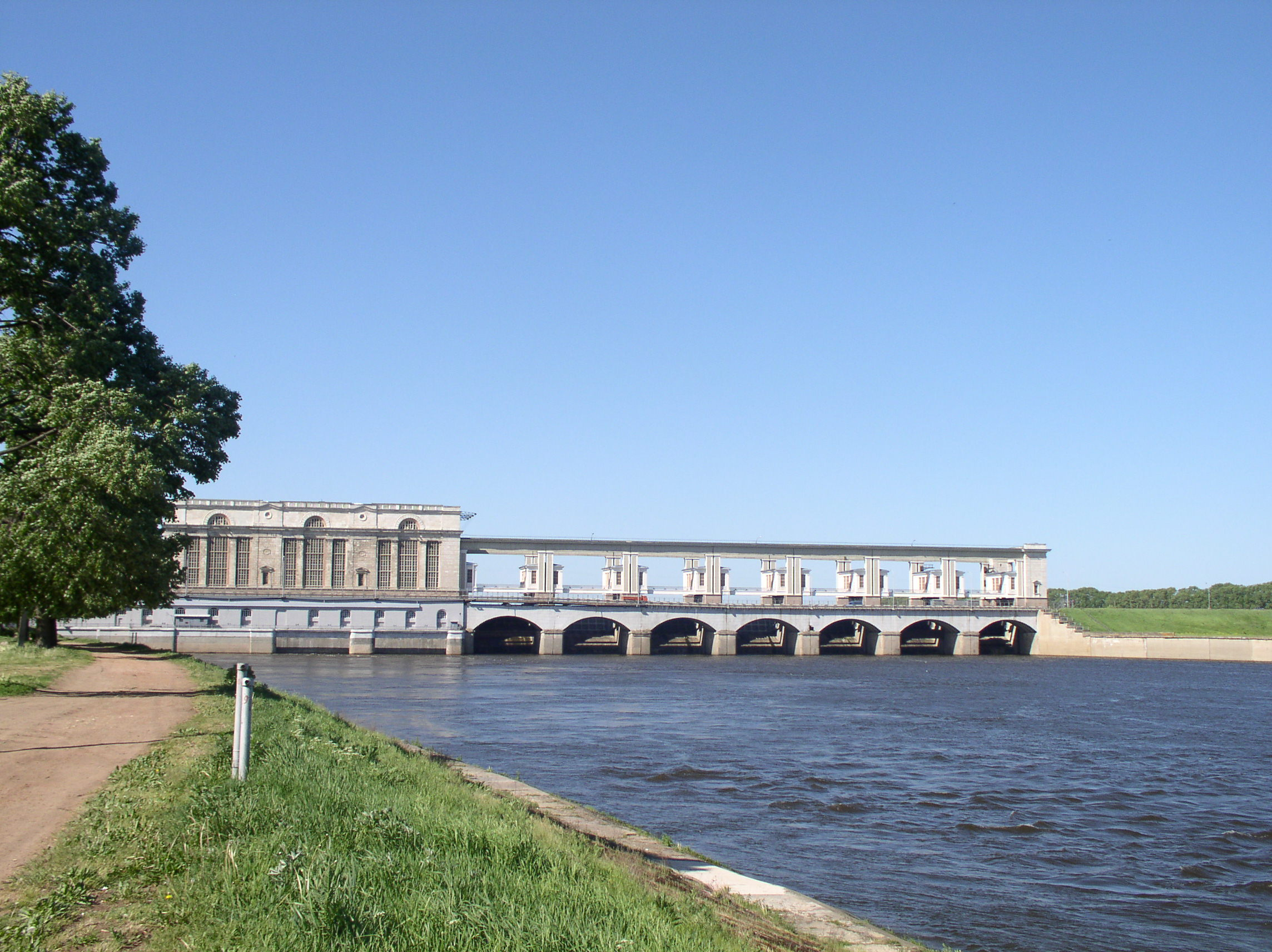
ヴォルガ川にあるウグリチ水力発電所

ウグリチ中心部の見所には、城塞であり救世主顕栄大聖堂などの建つクレムリンがあるが、ほかにも古いロシア建築が多く残る。特に有名なものはアレクセイエフスキー修道院と主の復活（ヴォスクレセンスキー）修道院である。
アレクセイエフスキー修道院の生神女就寝大聖堂は1628年の建築で三本の尖塔が建ち、珠玉の中世ロシア建築である。また近隣にはより普通のロシア建築である洗礼者ヨハネ聖堂（1681年）もある。
ヴォルガ川河畔近くには主の復活修道院の大きな聖堂、食堂、鐘楼、夏の聖堂などが見える。これらの建物は1674年から1677年の間に遡る。修道院の反対側には、洗礼者ヨハネ生誕聖堂がある。1689年から1690年に建てられたこの聖堂は、ある商人が息子の溺れた場所を記念して建立した。その他、郊外にも17世紀に再建されたウレイマ修道院などすばらしい建築が数多くある。

## 姉妹都市
- イトシュタイン（ドイツ、ヘッセン州）
- ケウルー（フィンランド、中央スオミ県）